# Трамовская лошадь
Трамовская лошадь (абаз. Трам йтшы) — выведенная на Западном Кавказе, в Абазии, дворянским (княжеским) родом Трамовых, порода лошадей, разводившаяся до XX в
.

## История
Абазины обладали многовековым опытом коневодства. Табуны круглый год паслись под присмотром табунщиков. Когда наступали самые сильные холода, лошадей переводили на стойловое содержание, кормя сеном, скошенным в июне-июле, так как более ранняя и более поздняя трава была хуже. По словам информаторов, лошади, выращенные в табунных условиях, были на много здоровее лошадей, содержащихся в конюшне. Руководствуясь этим, абазинские коневоды оставляли лошадей в табуне до трёх-четырехлетнего возраста. На 4-й год жеребцов выхолащивали, оставляя на племя самых сильных здоровых и красивых.
Род Трамовых, сыграл большую роль в истории Абазии. Так как коневодство было сосредоточено в руках знати, род будучи первостепенными дворянами (агмиста ду) Лоовых, имели многовековой опыт разведения лошадей. Выведенная Трамовыми порода, ценилась на Кавказе и за её пределами высоко, такое достижение стало значимым вкладом в истории Абазии. О породе упоминали многие путешественники, военные, историки, поэты. После окончания Кавказской войны и мухаджирство, общественный уклад абазин был нарушен, что негативно повлияло и на сферу деятельности Трамовых. Есть сведения, что абазинские породы лошадей исчезли еще до начала Октябрьской революции, а единственная оставшаяся лошадь породы Трам, была похищена неизвестными лицами на одной из дореволюционных выставок. К концу XIX века с исчезновением абазинских пород лошадей, абазины стали разводить в основном кабардинскую породу шагди.

## Общая характеристика
Точных данных не сохранилось, но в общем, характерны были следующие признаки: высокий рост, сильная мускулатура, выраженная сухость ног, крепкие копыта, широкое и прочное колено, правильно поставленные ноги, отлично развитый костяк. На ней приятно ездить, так как у неё уверенный, твёрдый шаг. Она спокойна и бесстрашна у края самых крутых обрывов. Она быстра, резва, вынослива и неприхотлива. О силе и неутомимости горских лошадей, проходивших за 14 часов 160 вёрст, писал Ф. Торнау.

## Сведения некоторых современников
М. Ю. Лермонтов упоминает Трамовскую лошадь, подтверждая тем самым имевшую в своё время известность породу, так в поэме «Измаил-Бей» он писал: «Далеко от сраженья, меж кустов,
Питомец смелый трамских табунов,
Расседланный, хладея постепенно,
Лежал издохший конь; и перед ним,
Участием исполненный живым,
Стоял черкес, соратника лишенный».
«На ярмарках в ст. Прочноокопской, Лабинской и г. Ставрополе всегда можно было найти сотни отличных скакунов и при том выносливых лошадей кабардинской и абазинской пород; лошади заводов Атажукина, Дударукова, Безарукова, Лоова и Трама славились красотою и выносливостью» (Н. Дьячков-Тарасов)
Русский историк Семен Броневский в 1823 году писал: «Трамов аул у северо-восточной подошвы Бештовых гор, в 20 верстах от Георгиевска, принадлежит узденю или старшине Траму, коего конский завод почитается теперь за лучший между породами горских лошадей».
Ф. Ф. Торнау так же, упоминает о породе в своей книге «Воспоминания кавказского офицера» и пишет: «Спуск к Ачипсоу очень крут и во многих местах тонок. Мы потеряли на нем очень много времени, сводя скользящих и падавших на каждом шагу лошадей, между которыми находились два коня лучших кавказских пород Трам и Лоов, назначенные Карамурзиным в подарок Гасан — бею абхазскому».
«Сей же аул, принадлежащий узденю Траму рода Лоовых, имеет конский завод отличной породы лошадей, коих ежегодно немалое число продает посетителям вод весьма выгодно, табун сей более тысячи лошадей содержит…» (А. М. Буцковский)
М.И. Венюков» в своих очерках отмечал: «Лошади Трамова, одного из абазинских князей, живущего, впрочем, теперь на Куме, долго считались лучшими во всей северо-западной половине Кавказа».

## Примечание
1. 1 2 3  А. И. Першиц. Абазины историко-этнографический очерк. — Черкесск, 1989. — ISBN 5-7644-0269-7.
2. ↑  Абазинская порода лошадей: сквозь призму истории и современности.: mkavkazm — LiveJournal. Дата обращения: 4 апреля 2019. Архивировано 1 апреля 2019 года.
3. ↑  Поэма Михаила Лермонтова «Измаил-Бей», 1832 г. (т.27, № 3, отд. I, с. 1—25)
4. ↑  Источник. Дата обращения: 4 апреля 2019. Архивировано 1 апреля 2019 года.
5. ↑  С. Броневский. Новейшие известия о Кавказе (СПб., 2004; Москва, 1823). Дата обращения: 4 апреля 2019. Архивировано 1 апреля 2019 года.
6. ↑  Источник. Дата обращения: 4 апреля 2019. Архивировано 23 июля 2021 года.
7. ↑  Социально-экономическое, политическое и культурное развитие народов Карачаево-Черкесии. 1790—1917. Сборник документов. — Ростов-на-Дону, 1985, стр.35